# Zossen

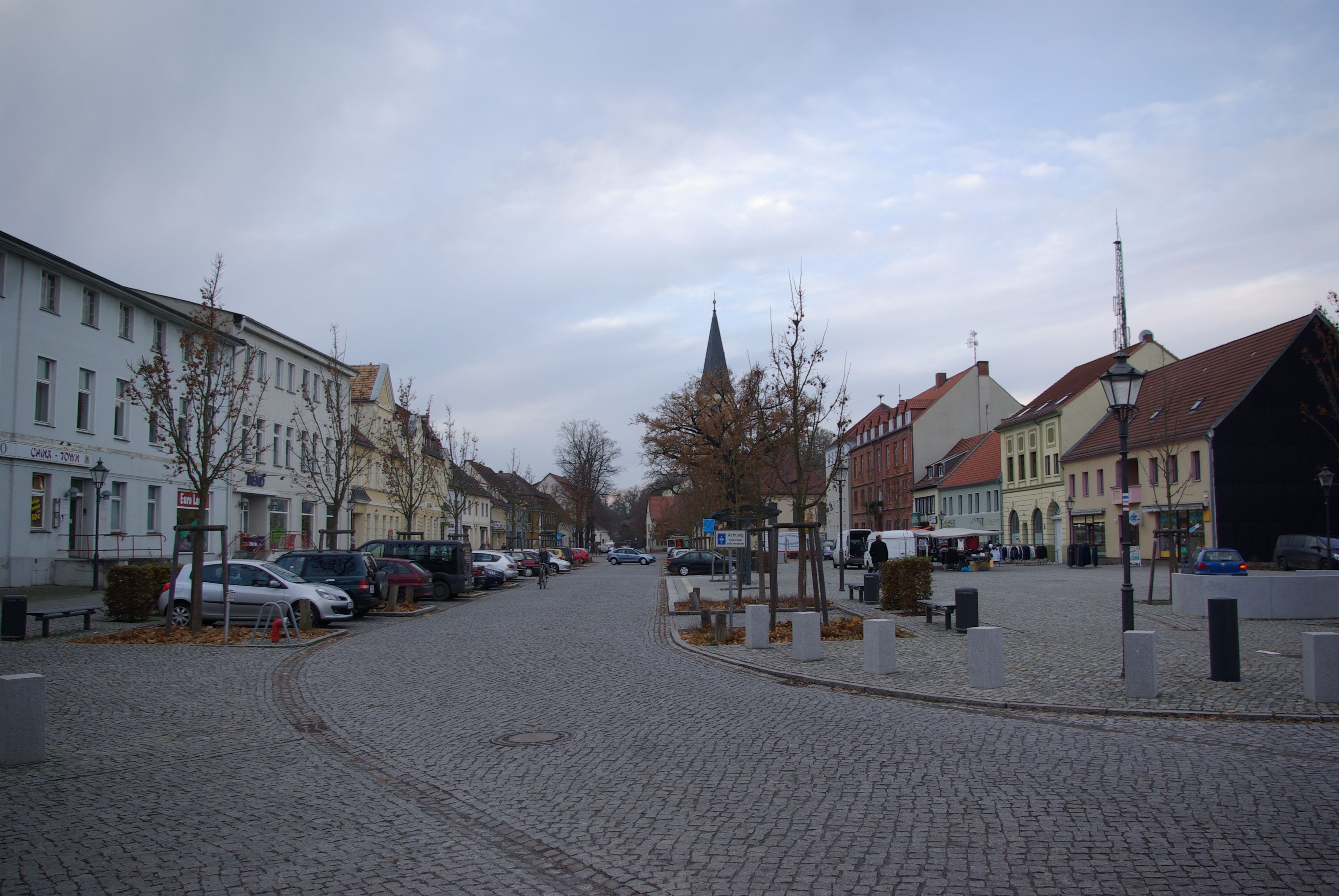
Marktplatz Zossen

Zossen ist eine amtsfreie Stadt im Landkreis Teltow-Fläming in Brandenburg.

## Geografie
Das Zentrum der Stadt Zossen liegt etwa 20 Kilometer südlich der Berliner Stadtgrenze an der Bundesstraße B 96. Das Stadtgebiet umfasst insgesamt 17.957 Hektar (ha) und grenzt im Norden an das Gebiet der Gemeinde Rangsdorf, im Nordosten und Osten an die Stadt Mittenwalde, im Südosten an das Amt Schenkenländchen, im Süden an die Stadt Baruth/Mark, im Südwesten an die Gemeinde Am Mellensee, im Westen an die Stadt Trebbin und im Nordwesten an die Stadt Ludwigsfelde. Der Ortsteil Zossen (mit Gemeindeteil Dabendorf) hat 2.859 ha.
Die Notte verläuft mitten durch das Stadtgebiet. Die frühere Burg, das heutige Schloss Zossen, lag auf einer Talsandinsel zwischen zwei Armen der Notte; der südliche Arm ist verlandet und zum Teil verfüllt.

## Stadtgliederung
Nach der Hauptsatzung von 2009 besteht Zossen aus folgenden Orts- und bewohnten Gemeindeteilen:
- Glienick mit Gemeindeteil Werben
- Horstfelde (bis 20. Oktober 1937: Dergischow[3])
- Kallinchen
- Lindenbrück mit den Gemeindeteilen Funkenmühle und Zesch am See.
- Nächst Neuendorf
- Nunsdorf
- Schöneiche
- Schünow
- Wünsdorf mit den Gemeindeteilen Neuhof und Waldstadt
- Zossen mit Gemeindeteil Dabendorf

sowie den Wohnplätzen Ausbau, Buckowbrücke, Schöneicher Plan, Siedlung am Motzener See, Siedlung Horstfelde und Waldsiedlung.

## Geschichte und Etymologie

### Frühzeit bis 16. Jahrhundert
Wie Urnengrab-Funde nördlich der Weinberge im Jahr 2007 belegen, war das Gebiet um Zossen bereits zur Bronzezeit besiedelt. Zossen ist wie sehr viele Ortschaften in Brandenburg ursprünglich eine slawische Gründung. Der Name Zossen leitet sich vermutlich von der altsorbischen Bezeichnung für die Kiefer ab (sosny); hierauf bezieht sich auch das Stadtwappen. Urkundlich wird der Ort erstmals 1320 erwähnt als Sossen, Suzozne, Zozne. Die im Nordwesten der Stadt liegende frühdeutsche Burg auf einer kleinen Anhöhe entstand als markgräflich-meißnerische Grenzfeste und hatte als Vorgänger offensichtlich einen slawischen Burgwall in typischer Talinsellage am Notte-Übergang. Zossen wurde zu dieser Zeit im Jahr 1346 vom Bistum Meißen mit einer eigenen Propstei in Zossen seelsorgerlich betreut. 1375 erschien Czossen (andere Schreibweisen waren Czosen oder Czoszen) im Landbuch Karls IV. als Stadt und Burg (civitas et castrum; municio).
Zossen war im Mittelalter Hauptort einer kleinen Adelsherrschaft (Herrschaft Zossen) und gehörte seit vor 1349 der Familie zu Torgau (Towgow), den Herren zu Zossen, deren Besitz von Karl IV. bestätigt worden war. Sie bauten die Burg aus. Östlich entstand ein kleiner Marktflecken, weiter östlich an einem Nebenfließ der im Jahr 1430 genannte Kietz. Der historische Stadtkern hingegen lag an der Baruth-Berliner-Straße mit einem marktähnlichen Anger. Berichten zufolge war er unbefestigt und rund 330 m × 330 m groß. Die Herren zu Zossen gaben den Besitz 1478 an einen Georg von Stein weiter, der ihn jedoch nur bis in das Jahr 1490 hielt. In diesem Jahr wurde die Stadt vom brandenburgischen Markgrafen Johann Cicero erworben und in ein Amt umgewandelt. Die Macht erstreckte sich auf „Schloß und Städtchen“ sowie Kietz mit Ober- und Untergericht, Kirchenpatronat sowie Diensten und Hebungen. Laut Dehio-Handbuch entwickelte sich Zossen dabei zu einem „der reichsten Ämter in der Mark“. Zwei Jahre nach dem Erwerb erscheinen die von Glaubitz, die bis Anfang des 16. Jahrhunderts gemeinsam mit der Familie Glechow einen freien Hof zu Zossen besaßen, d. h. von Abgaben befreit waren. Außerdem besaßen sie einen weiteren freien Hof, den sie von der Familie Thümen erworben hatten.
Vor 1522 erschienen weiterhin die Familie von Otterstä(e)dt zu Dahlwitz, deren Freihaus mit Zubehör 1522 an die Familie Bardeleben überging. Im Jahr 1536 befand sich Zossen im Pfandbesitz des Eustachius von Schlieben, der Zossen zur Festung ausbauen und einige Vorwerke errichten ließ. Unter ihm wurden die Fischereigewässer ausgebaut, die Notte schiffbar gemacht und ein Amtsbrauhaus auf dem Burghof errichtet. Der weitere Ausbau von Zossen wurde allerdings zugunsten der Zitadelle Spandau nicht weiter verfolgt. 1546 verlieh Kurfürst Joachim II. dem Ort weitreichende Gerechtigkeiten und Privilegien. Dazu gehörten beispielsweise das Recht, Bau- und Brennholz auf der kurfürstlichen Zossenschen Heide zu schlagen, die Zollfreiheit über Weizen- und Korneinkauf, die Errichtung einer eigenen Brücke über das Fließ im Ha(a)ck (mit dem Recht, dort Abgaben zu erheben) sowie die Untergerichtsbarkeit. Joachim II. erlaubte den Zossenern weiterhin den Bau eines Rathauses sowie einer Ratswaage auf dem Markt und belehnte sie mit der Kirche St. Nicolai und Corporis Christi. Zur Herrschaft gehörten bis 1583 vier Vorwerke sowie weitere 26 Dörfer. Die Gemarkung blieb mit 40Hufen unverändert, davon zwei für den Pfarrer. Es gab sieben Vierhufner, die 21 bis 30 Morgen Land bewirtschafteten, drei Dreihufer mit 19 bis 21 Morgen sowie einen Einhufner mit 6 Morgen. In Zossen lebten zu dieser Zeit 65 Einwohner ohne Hufner. Sie besaßen Gärten, Äcker und Wiesen und – so berichten die Dokumente – einer hatte zwei neue Wiesen „auff dem alten Buckow“. Es gab zwei Windmüller, 42 Hackleute (Hecker) mit Gärten, 21 Kietzer mit Wiesen, die zum Teil auch das Recht zur Fischerei besaßen. Überliefert waren weiterhin die beiden Lehngüter derer von Glaubitz sowie des Amtsschreibers Löckel. Zur Gemarkung gehörten ein alter Acker nach Schöneiche, einer im Weinberg in der Nähe der Windmühle sowie ein Garten „auff den Zeeßlingk“. Auf der Gemarkung „auffm alten Schöneiche“ entstand ein Amtsvorwerk mit über 228 Morgen Größe, der neu gerodete „Hartth“ mit 25 Morgen mit einer Schäferei, auf der bis zu 500 Tiere gehalten werden durften. Der Bardelebensche Anteil kam 1580 an die Familie Löckel, die ihn bis in die Zeit des Dreißigjährigen Krieges 1646 besaß.

### 17. Jahrhundert
Der Glaubitzsche Anteil ging 1623 an eine Familie Berchelmann, die ihn aber nur für zehn Jahre innehatte und danach an eine Familie Müller weitergab. Aus der Zeit vor dem Dreißigjährigen Krieg bestand im Jahr 1624 das „Amt und Städtlein“. Von den Schweden im Krieg 1641 erobert, wurden die Grenzfeste sowie die Stadtpfarrkirche St. Katharinen zerstört. 1652 lebten im „Städtlein“ der Bürgermeister mit seinem Sohn und einem Knecht sowie 59 weitere Bürger mit fünf Söhnen und fünf Knechten – mithin verglichen mit 1583 kein besonders starker Bevölkerungsrückgang. 1655 waren es bereits 65 Einwohner mit Gärten. Der Müllersche Anteil gelangte 1650 an die Familie Hertzberg zu Mittenwalde; ein weiteres Lehngut besaß die Familie des Pfarrers Herold, die 1646 den Löckelschen Anteil übernommen hatte und bis 1679 hielt. Es gab sieben Vierhufner, von denen einer zwei Höfe besaß, drei Dreihufner und einen Einhufner. Im Ort waren mittlerweile zahlreiche Handwerker ansässig, darunter zwei Schlächter, zwei Zimmerleute, zwei Schmiede, ein Böttcher, ein Leineweber, ein Schneider, ein Kürschner. Dem Subdiakon gehörte ein Acker bei Wünsdorf, der als „die Kerne“ bezeichnet wurde. Hinzu kam die Amtsverwaltung, die Ackerflächen jenseits des als „Koterbude“ bezeichneten alten Vorwerks besaßen. Die Schäfereigerechtigkeit war mittlerweile auf 1000 Schafe erhöht worden; es gab einen Kraut- und einen Obstgarten sowie einen Weinberg mit einer Fläche von 6¼ Morgen. Vor der Stadt standen drei Windmühlen, von denen eine als „hohe Windmühle“ bezeichnet wurde und sich im Besitz des Amtes befand, das sie an einen Pachtmüller weitergegeben hatte. Die vordere Mühle war eine Erbmühle des Bürgers Lamprecht, die mittlere eine Erbmühle des Bürgermeisters. In den Jahren 1662 und 1671 kam es zu verheerenden Stadtbränden, bei denen annähernd alle Gebäude zerstört wurden. Unter der Leitung von Johan Gregor Memhardt erfolgte ein Wiederaufbau. Er ließ einen rechteckigen Marktplatz anlegen, an dessen Nordwestende die Kirche stand. Westlich befand sich die Schlossanlage, die nach den Bränden wiedererrichtet und in ihrer Größe verdoppelt wurde. Vom Kietz ausgehend entstand die Mittenwalder Straße.

### 18. Jahrhundert
Im Jahr 1719 war Zossen auf 116 Häuser und sechs Scheunen angewachsen. Es gab 1745 insgesamt sieben Häuser vor dem Berliner Tor, 13 Weinmeisterhäuser vor dem Mühlentor, 20 weitere Häuser, sechs Budenstellen und drei Freisitze in der Vorstadt Kietz. Außerhalb der Stadt befanden sich das königliche Amt und das Vorwerk, die Schäferei sowie das Weinmeisterhaus, das zum Amtsweinberg gehörte. Die drei bereits im 17. Jahrhundert erwähnten Windmühlen arbeiteten nach wie vor. Zossen wuchs weiter und 1750 gab es 127 Häuser, 46 Scheunen, aber auch zwei wüste Stellen; 1770 waren es 202 Häuser, 22 Scheunen und eine wüste Stelle. 1756 ließ Friedrich II. am östlichen Stadtrand die Kolonie Weinberge für „ausländische“ Siedler anlegen. Sie wurde 1809/1810 eingemeindet.

### 19. Jahrhundert

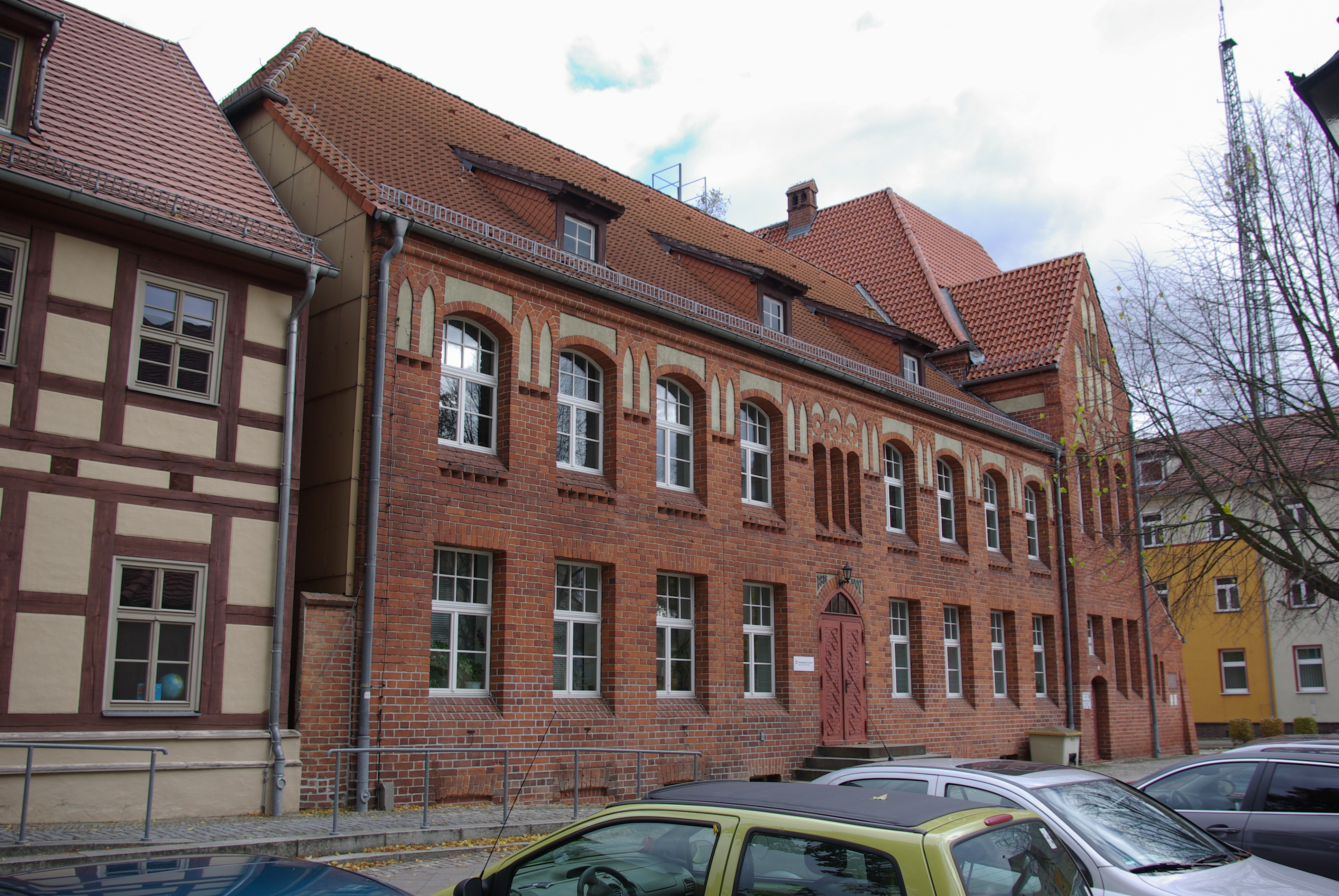
Stadtschule

1801 bestand Zossen aus der Stadt, dem Schloss, der Vorstadt vor dem Berliner Tor, der Mittenwalder Vorstadt sowie dem Wohnplatz Kietz. Insgesamt gab es 227 Häuser, 48 Scheunen und zwei wüste Stellen. Das städtische Grundeigentum betrug 11.228 Morgen, davon entfielen rund 3720 Morgen auf Acker, 1905 Morgen auf Wiese und fast ebenso viel auf Weidenflächen. Die Weinberge nahmen 84 Morgen Fläche ein; es gab das Kleine Ellenbrucher Holz mit 96 Morgen. Auf dem Marktplatz wurden jährlich fünf Kram- und Viehmärkte abgehalten. Die Statistik erwähnte zahlreiche Handwerker, beispielsweise 21 Brauer, 21 Drechsler, einen Färber, fünf Fleischer, 30 Leineweber oder 12 Schuhmacher. Hinzu kamen zwei Hebammen, aber auch einen Wundarzt und vier Stadtarme. Die Verwaltung bestand unter anderem aus sieben Akzisebediensteten, zwei Aktuaren, dem Bürgermeister und einem Kantor, einem Stadtmusikus, drei Predigern und einem Organisten. Nach der Kommunalreform in Preußen von 1808 und der damit einhergehenden Bildung von Gemeinden wurden 1809/1810 die Wohnplätze Kietz und Weinberge zu Zossen eingemeindet.
1840 existieren in Zossen 191 Wohnhäuser; hinzu kamen 20 Wohnhäuser in der Kolonie Zossen. 1857 wurde die Burganlage zum Schlosspark umgestaltet. 1858 arbeiteten 34 Hofeigentümer in Zossen, die 18 Knechte und Mägde beschäftigten. Es gab 173 nebengewerbliche Landwirte mit weiteren 106 Knechten und Mägden sowie 260 Arbeiter. Von den 207 Besitzungen waren 61 zwischen 30 und 300 Morgen groß (zusammen 4121 Morgen); allerdings gab es auch 80 Besitzungen unter fünf Morgen Größe, die gemeinsam gerade einmal auf 200 Morgen kamen. Die Versorgung der Bewohner wurde durch zahlreiche Handwerker sichergestellt. So gab es sechs Bäckermeister mit fünf Gesellen und zwei Lehrlingen, zehn Fleischermeister mit neun Gesellen und fünf Lehrlingen, 17 Schuhmachermeister mit sechs Gesellen und vier Lehrlingen und viele weitere Gewerke. In der Statistik erschienen beispielsweise erstmals zwei Putzmacherinnen mit einem Gehilfen, ein Korbwarenmachermeister, aber auch 14 Kaufleute, sechs Händler, neun Krämer sowie ein Fuhrgeschäft mit drei Pferden. Es gab vier Gasthöfe, einen Speisewirt, fünf Schankwirte sowie sechs Musikanten. Die Statistik wies auch einen Kammerjäger, 16 Beamte und 21 Arme aus.

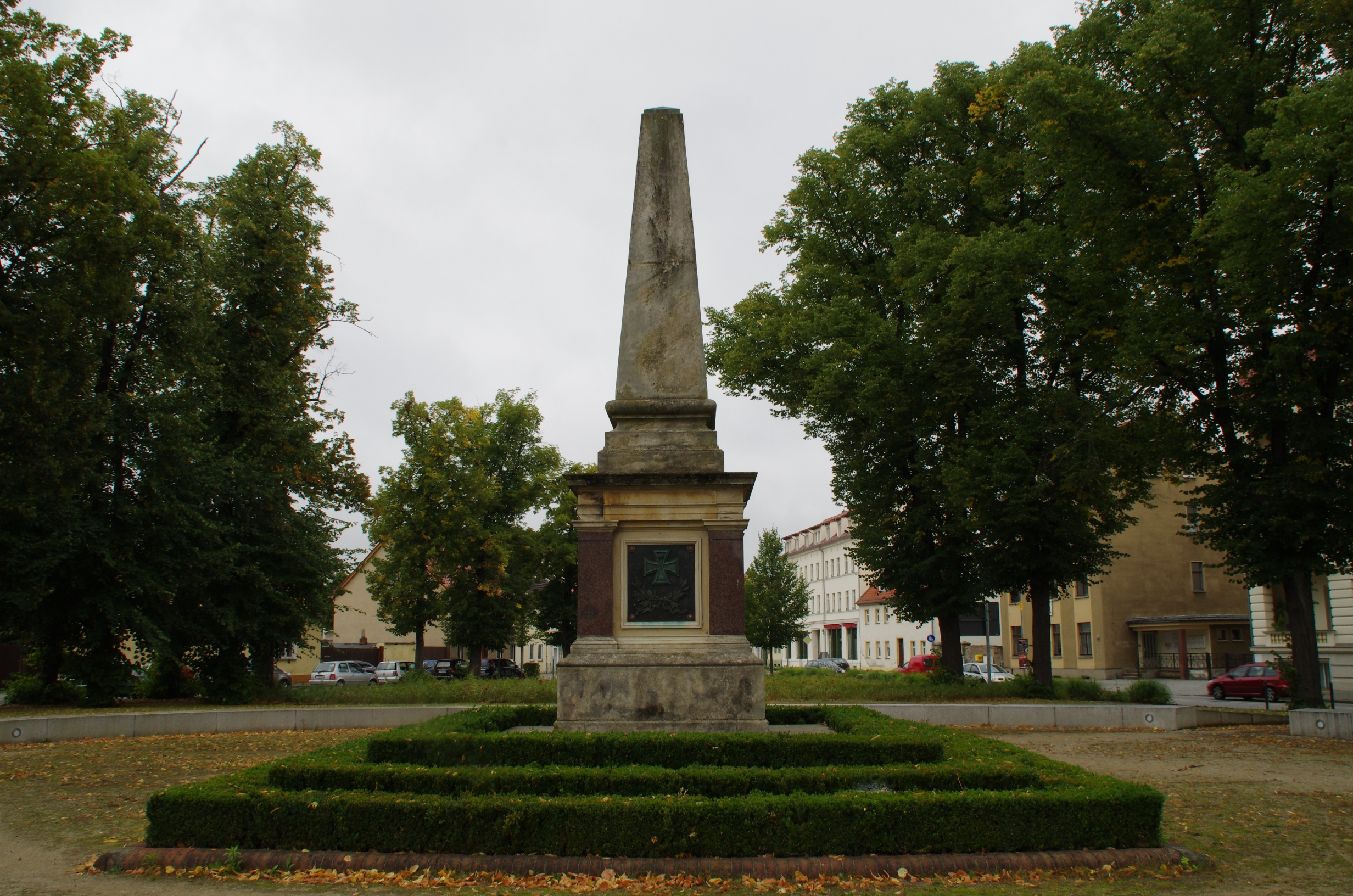
Denkmal für den Deutsch-Französischen Krieg

1860 gab es die Stadt mit Kietz bei Zossen, die Kolonie Zossen sowie die Zossener Weinberge. Neben zehn öffentlichen Gebäuden gab es mittlerweile 226 Wohngebäude und 541 Wirtschaftsgebäude – darunter drei Brauereien, eine Destillation, eine Ziegelei, eine Irdenwarenfabrik sowie vier Getreidemühlen. In der ehemaligen Burg entstand ein Gerichtshaus. Auf dem Kietz wurde 1885 ein Denkmal für die Gefallenen der Kriege von 1864, 1866 und 1870/1871 eingeweiht. Durch einen Anbau wurde 1906 die Schule am Kirchplatz vergrößert.

AEG-Schnellbahnwagen am Militärbahnhof Zossen, 1901

1875 erhielt Zossen Anschluss an die Berlin-Dresdner Eisenbahn, ebenso lag es an der parallel zu deren Strecke geführten Militär-Eisenbahn. Auf der letzteren führte die 1899 gegründete Studiengesellschaft für Elektrische Schnellbahnen (St.E.S.) zwischen Marienfelde und Zossen von 1901 bis 1903 Schnellfahrversuche mit zwei elektrischen Schnellbahnwagen und einer Lokomotive durch. Dazu wurde nicht wie heute üblich über dem Gleis, sondern daneben eine dreipolige Drehstrom-Fahrleitung aufgebaut. Ein Schnellbahnwagen der AEG stellte hier am 28. Oktober 1903 mit 210 km/h den damaligen Geschwindigkeitsrekord für Fahrzeuge auf.

### 20. Jahrhundert
Im Jahr 1900 war Zossen auf 330 Häuser angewachsen. Es entstanden Fabrikanlagen, darunter eine Kunststein- und eine Zementfabrik sowie eine Kalkbrennerei und eine Maschinenfabrik. Zahlreiche umliegende Gemeinden wurden eingepfarrt, darunter Dabendorf, Dergischow, Mellen, Nächst Neuendorf, Saalow und Schöneiche. Zossen war Endpunkt einer der drei südlichen Berliner Vorortbahnen, die am Potsdamer Bahnhof endeten, genauer am Wannseebahnhof bzw. dem Ring- und Vorortbahnhof, westlich bzw. östlich dem Potsdamer Bahnhof angegliedert. Die Strecke war nicht Teil der „Großen Elektrisierung“ der Berliner Stadt- und Vorortbahnen in der zweiten Hälfte der 1920er-Jahre. Nachdem sie aber durch den Bau der Nord-Süd-S-Bahn mit der nordwestlichen Vorortstrecke nach Velten über Berlin-Tegel und Hennigsdorf zu einer Durchmesserlinie durch den im November 1939 durchgehend in Betrieb gehenden Nord-Süd-Tunnel zusammengeschlossen war, sollte auch diese Strecke elektrifiziert werden. Zunächst aber wurde die Linie im Bahnhof Papestraße (heute Berlin-Südkreuz) gebrochen, wo die Fahrgäste zwischen einer von Dampflokomotiven gezogenen Bahn in eine elektrische Bahn umsteigen mussten. Im Jahr 1940 wurde der elektrische S-Bahn-Betrieb bis Rangsdorf aufgenommen. Die 1961 durch den Bau der Mauer unterbrochene elektrifizierte Strecke wurde 1992 nur bis Blankenfelde wieder aufgebaut.

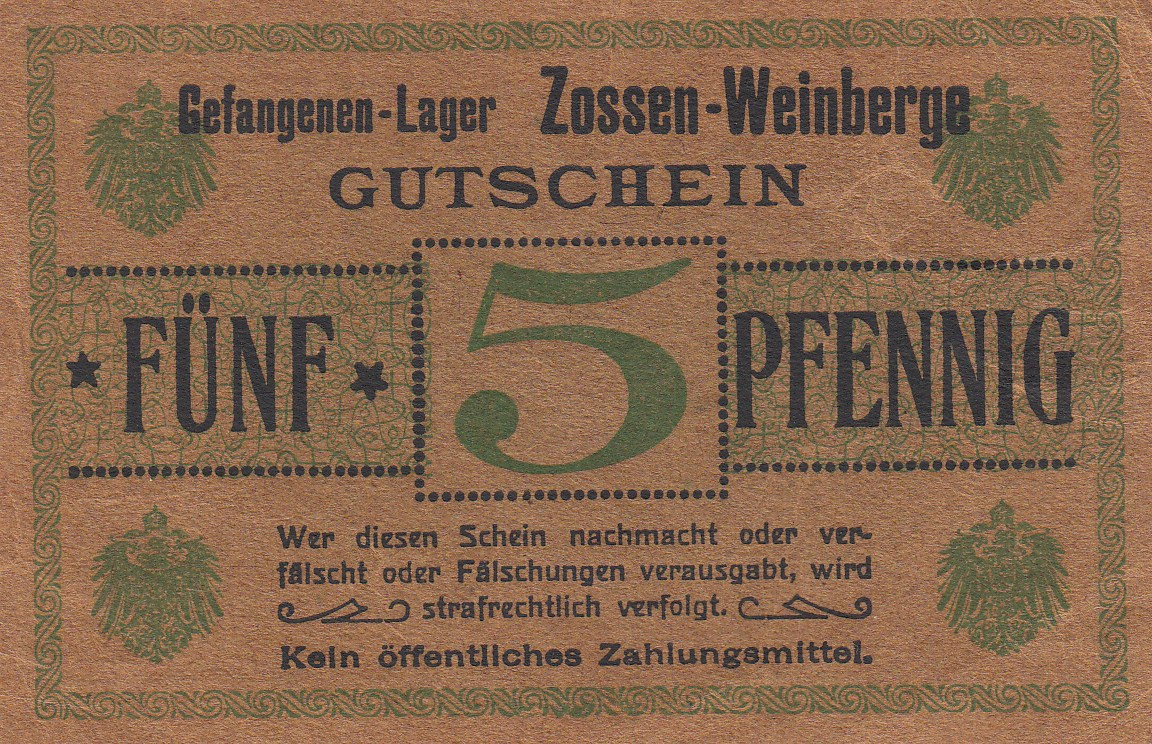
Wertmarke aus dem Gefangenenlager Weinberge

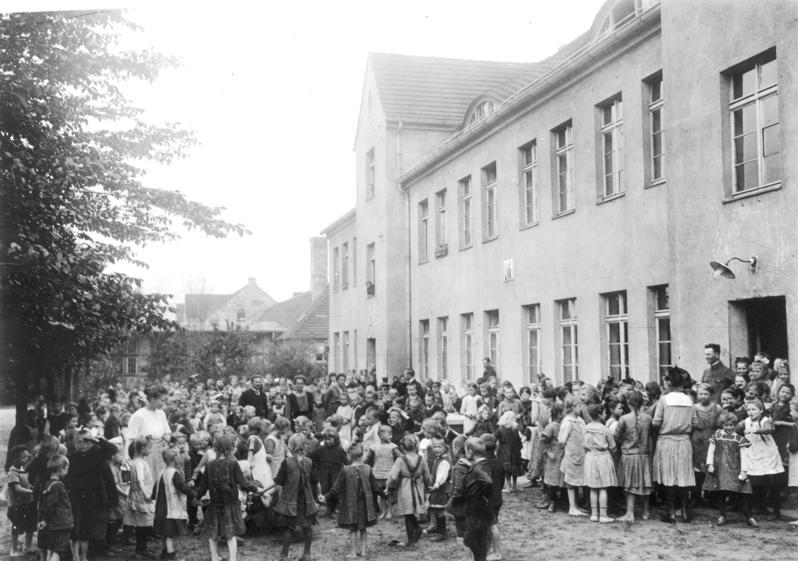
Heimkehrer in der Schulpause, 1919

Seit 1910 entstand zwischen Zossen und Wünsdorf ein großes Militärgebiet. Im Ersten Weltkrieg waren hier im so genannten „Halbmondlager“ muslimische Kriegsgefangene untergebracht, die bei der russischen, britischen und französischen Armee gekämpft hatten. Diese Gefangenen kamen aus Innerasien, Nord- und Westafrika und Indien. Für sie wurde eine Moschee aus Holz errichtet. Man wollte die Gefangenen durch gute Behandlung und propagandistische Beeinflussung für die deutsche Seite einnehmen. Fernziel war es auch, in der moslemischen Welt Aufstände gegen Deutschlands Kriegsgegner auszulösen. Diese Pläne wurden allerdings dann aufgegeben. Außerdem wurden in Zossen irische Kriegsgefangene ausgebildet, die vor der Gefangennahme in der britischen Armee gekämpft und sich danach gemeldet hatten, um nun gegen die Briten zu kämpfen, die den Iren die Unabhängigkeit verwehrten. Zu ihrem Einsatz kam es nach dem gescheiterten Osteraufstand 1916 nicht mehr. Im Weinbergelager des ehemaligen Wohnplatzes Weinberge wurden sonstige französische und russische Kriegsgefangene untergebracht. 1931 gab es 480 Wohnhäuser.
Nach der „Machtergreifung“ durch die NSDAP wurden 1933 in Zossen 60 Sozialdemokraten und Kommunisten inhaftiert und auf dem Schulhof am Kirchplatz von SA-Mannschaften misshandelt, die dort ein frühes Konzentrationslager errichtet hatten. 32 der Verhafteten wurden kurze Zeit später in das KZ Oranienburg überführt, darunter Alfred Heintz (KPD) und Wilhelm Witt (SPD). Der Diakon der evangelischen Gemeinde, Emil Phillip, wurde ebenfalls verhaftet und nach seiner Freilassung versetzt. 1934 wurde das Rathaus erweitert.
Der Ortsteil Waldstadt beherbergte ab 1935 bis Kriegsende die geheime Kommandozentrale der Oberkommandos des Heeres (OKH). In Wünsdorf, im 21. Jahrhundert Ortsteil von Zossen, befand sich von August 1939 bis 1945 in der Bunkeranlage „Maybach I“ der Großteil des OKH, direkt neben dem Bunker „Maybach II“ und dem Bunker „Zeppelin“, der militärischen Nachrichtenzentrale mit dem postalischen Decknamen „Amt 500“. Nach Ende des Zweiten Weltkriegs wurden die Anlagen von der Roten Armee/Sowjetarmee übernommen, die 1954 dort das Oberkommando der Gruppe der Sowjetischen Streitkräfte in Deutschland (GSSD) stationierte. Hier lebten etwa 60.000 Soldaten und Zivilisten; es war die größte Garnison der Roten Armee außerhalb der Sowjetunion. Seit dem Abzug der sowjetischen/russischen Westgruppe der Truppen (WGT der russischen Streitkräfte) im Jahr 1994 wird das Gelände zivil genutzt.
Nach dem Ende des Zweiten Weltkrieges wurden 312 Hektar Land enteignet und davon 299 Hektar aufgeteilt. Es entstanden 140 Wirtschaftsbetriebe, die zusammen auf gerade einmal 24 Hektar kamen. 20 weitere Betriebe bewirtschafteten gemeinsam 89 Hektar, drei Betriebe mehr als 14 Hektar (zusammen 49 Hektar). Dabei erhielten zwölf Altbauern zusätzlich 31 Hektar Land. Bereits 1952 gründete sich eine LPG vom Typ III mit zunächst zehn Mitgliedern, die 78 Hektar landwirtschaftliche Nutzfläche bewirtschafteten.
1956 wurde der Stadtpark angelegt; der VEB Stahlbau mit 121 Beschäftigten entstand. Es gab den VEB Mühlenwerke mit 36 Beschäftigten sowie eine Druckerei Zossen mit 22 Beschäftigten. 1958 kamen drei PGHs hinzu: der Eisen- und Metallguss mit 13 Mitgliedern, das Elektrohandwerk mit zehn Mitgliedern und das Malerhandwerk mit 31 Mitgliedern. 1960 bestand eine LPG Typ III, die ein Jahr später 161 Mitglieder hatte und 679 Hektar bewirtschaftete. Sie schloss sich 1967 mit der LPG Typ III Nächst Neuendorf zusammen. 1973 existierte der VEB Anlagenbau PKM Leipzig mit dem Fertigungsbereich Zossen, das VEB Getränkekombinat Potsdam, die Likörfabrik Zernsdorf mit dem Betriebsteil Zossen, das VEB Backwaren Zossen, die Brauerei Zossen sowie die Druckerei Zossen. Weiterhin gab es die PGHs Eisen- und Metallguss, Haustechnik, Malerhandwerk, Ofensetzer- und Fliesenlegerhandwerk Baruth und die Rundfunk und Fernsehen. In der Landwirtschaft waren die GPG Betriebsteil Zossen sowie der staatliche Forstwirtschaftsbetrieb Königs Wusterhausen mit der Revierförsterei Zossen aktiv.

### 21. Jahrhundert
Im November 2008 wurden vor dem Haus Berliner Straße 11 im Zentrum der Stadt Stolpersteine zum Gedenken an die während der Zeit des Nationalsozialismus ermordeten Bewohner verlegt. Dabei wurde ein städtischer Mitarbeiter von einem Holocaustleugner tätlich angegriffen. Der Holocaustleugner betrieb in der Folgezeit in diesem Haus ein Geschäft. Im Januar 2010 brannte das von dem gegen rechtsextreme Umtriebe in der Stadt engagierten Verein „Zossen zeigt Gesicht“ genutzte Haus der Demokratie nach Brandstiftung durch einen jugendlichen Rechtsextremen ab, die Reste wurden wenige Wochen später abgerissen. Der Täter wurde aufgrund mangelnder Reife freigesprochen. Daniel T., der den Jugendlichen angestiftet hatte, wurde am 1. Dezember 2011 u. a. wegen Anstiftung zur Brandstiftung und Volksverhetzung zu drei Jahren und acht Monaten Haft verurteilt. In diesem Zusammenhang erhielt Zossen im Februar 2013 erneut bundesweite Aufmerksamkeit, als das ZDF in der Sendereihe 37° über die Arbeit einer dortigen Bürgerinitiative gegen Rechtsextremismus berichtete.
Die Bürgerinitiative „Zossen zeigt Gesicht“ wurde 2013 für ihr Engagement gegen Neonazis mit dem Dachau-Preis für Zivilcourage ausgezeichnet.
Zossen gilt als Steueroase für Gewerbesteuer, auch etliche Berliner Briefkasten- und Immobilienfirmen haben hier ihren (Schein-)Firmensitz, und hatte bis 2020 den niedrigstmöglichen Hebesatz von 200 %, inzwischen 270 %.

### Verwaltungsgeschichte
Zossen und seine heutigen Ortsteile gehörten seit 1817 zum Kreis Teltow in der preußischen Provinz Brandenburg. Mit der Verwaltungsreform in der DDR im Jahr 1952 wurde Zossen Kreisstadt des neu gebildeten Kreises Zossen im DDR-Bezirk Potsdam. 1994 wurde der Kreis Zossen aufgelöst, seither gehört die Stadt zum Landkreis Teltow-Fläming.
Dabendorf wurde am 1. Januar 1974 eingemeindet. Am 26. Oktober 2003 vergrößerte sich die Stadt Zossen nach dem Gemeindegebietsreformgesetz vom 24. März 2003 um die Gemeinden Glienick, Kallinchen, Nächst Neuendorf, Nunsdorf, Schöneiche und Wünsdorf.

## Bevölkerungsentwicklung
| Jahr | Einwohner |
| ---- | --------- |
| 1875 | 3.103     |
| 1890 | 3.699     |
| 1910 | 4.684     |
| 1925 | 4.841     |
| 1933 | 5.479     |
| 1939 | 5.928     |

| Jahr | Einwohner |
| ---- | --------- |
| 1946 | 5.958     |
| 1950 | 5.973     |
| 1964 | 4.956     |
| 1971 | 4.718     |
| 1981 | 6.541     |
| 1985 | 6.446     |

| Jahr | Einwohner |
| ---- | --------- |
| 1990 | 06.067    |
| 1995 | 06.761    |
| 2000 | 06.891    |
| 2005 | 17.183    |
| 2010 | 17.606    |
| 2015 | 17.905    |

| Jahr | Einwohner |
| ---- | --------- |
| 2020 | 20.182    |
| 2021 | 20.130    |
| 2022 | 21.026    |
| 2023 | 21.237    |
| 2024 | 21.412    |

Gebietsstand des jeweiligen Jahres, Einwohnerzahl: Stand 31. Dezember (ab 1991), ab 2011 auf Basis des Zensus 2011, ab 2022 auf Basis des Zensus 2022
Die Zunahme der Einwohnerzahl 2005 ist auf die Eingliederung mehrerer Gemeinden im Jahr 2003 zurückzuführen.

## Politik

### Stadtverordnetenversammlung
Die Stadtverordnetenversammlung von Zossen besteht aus 28 Mitgliedern und der hauptamtlichen Bürgermeisterin. Die Kommunalwahl am 9. Juni 2024 führte zu folgendem Ergebnis:
| Partei / Wählergruppe              | Stimmen 2014 | Stimmen 2019 | Stimmen 2024 |   | Sitze 2014 | Sitze 2019 | Sitze 2024 |
| ---------------------------------- | ------------ | ------------ | ------------ | - | ---------- | ---------- | ---------- |
| AfD                                | 04,7 %       | 14,8 %       | 22,9 %       | 1 | 4          | 6          |            |
| CDU                                | 12,4 %       | 13,9 %       | 15,8 %       | 4 | 4          | 4          |            |
| Plan B – Freie Wähler Zossen       | 32,5 %       | 25,4 %       | 15,7 %       | 9 | 7          | 4          |            |
| Vereinigung Unabhängiger Bürger    | –            | 09,5 %       | 10,7 %       | – | 3          | 3          |            |
| SPD                                | 08,5 %       | 07,7 %       | 09,1 %       | 2 | 2          | 3          |            |
| Die Linke                          | 13,0 %       | 11,4 %       | 05,6 %       | 4 | 3          | 2          |            |
| Bündnis 90/Die Grünen              | 04,1 %       | 09,7 %       | 05,3 %       | 1 | 3          | 2          |            |
| Allianz für Zossen                 | –            | –            | 04,4 %       | – | –          | 1          |            |
| Wir für Zossen & TF                | –            | –            | 03,7 %       | – | –          | 1          |            |
| Pro Zossen                         | –            | –            | 02,7 %       | – | –          | 1          |            |
| Wählergemeinschaft Kallinchen      | 02,1 %       | 02,4 %       | 02,5 %       | 1 | 1          | 1          |            |
| Einzelbewerber René Ramin          | –            | –            | 00,7 %       | – | –          | –          |            |
| Einzelbewerberin Corinna Liepert   | –            | –            | 00,5 %       | – | –          | –          |            |
| Einzelbewerber Manfred Teichmann   | –            | 01,1 %       | 00,5 %       | – | –          | –          |            |
| FDP                                | 01,4 %       | 02,6 %       | –            | – | 1          | –          |            |
| Einzelbewerberin Brigitte Thieke   | –            | 00,9 %       | –            | – | –          | –          |            |
| Die Heimat (bis 2023: NPD)         | –            | 00,6 %       | –            | – | –          | –          |            |
| Bürgerliste Zossen                 | 08,8 %       | –            | –            | 2 | –          | –          |            |
| Freie Wähler für Zossen            | 06,0 %       | –            | –            | 2 | –          | –          |            |
| Einzelbewerber Freiherr von Lützow | 04,0 %       | –            | –            | 1 | –          | –          |            |
| Frauenverein Nächst Neuendorf      | 02,5 %       | –            | –            | 1 | –          | –          |            |

### Bürgermeister
- 1990: Gerd Lutze
- 1990–1993: Susanne Michler (CDU)
- 1993–2003: Hans-Jürgen Lüders (SPD)
- 2003–2019: Michaela Schreiber (Plan B)[29]
- seit 2019: Wiebke Şahin-Connolly (FDP)[30]

Die erste freie demokratische Wahl in Zossen nach der friedlichen Revolution in der DDR fand am 29. Mai 1990 im Saal der Gaststätte Heidel statt. Aus den Reihen der SPD, die mit einem Stimmenanteil von 62 % die Wahlen in Zossen gewinnen konnte, wurde der in Dabendorf ansässige Agraringenieur Gerd Lutze mehrheitlich zum Bürgermeister von Zossen gewählt. Gegenkandidatin war Susanne Michler, die ihm später im Amt folgte; politischer Pate war Klaus Wowereit von der SPD Berlin-Tempelhof.
2003 wurde Michaela Schreiber (Plan B) zur Bürgermeisterin gewählt. Sie setzte sich in der Bürgermeisterstichwahl am 16. November 2003 mit 63,5 % der gültigen Stimmen gegen Lüders durch. Bei der Bürgermeisterwahl am 11. September 2011 verteidigte sie ihr Amt mit 54,9 % der gültigen Stimmen gegen Carsten Preuß (SPD/Linke).

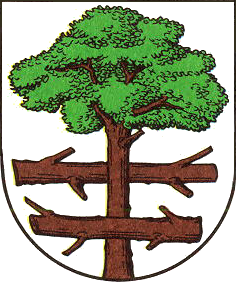
Ehemaliges Zossener Stadtwappen (bis 1996)

Bei der Bürgermeisterwahl am 1. September 2019 unterlag Schreiber der Herausforderin Wiebke Şahin-Connolly (zum Zeitpunkt der Wahl Wiebke Schwarzweller), die 58,3 % der gültigen Stimmen erhielt. Ihre Amtszeit beträgt acht Jahre.

### Wappen
| Wappen von Zossen | Blasonierung: „In Silber zwischen einem jeweils querliegenden roten Baumstamm mit abgeschnittenen Ästen und dreizackigen schwarzen Fischspeer wachsend eine rote Kiefer mit grüner Krone.“ |
| Wappen von Zossen | Das Wappen wurde am 16. Oktober 1996 durch das Ministerium des Innern genehmigt und nach den Eingemeindungen 2003 am 22. Juni 2004 als bestehendes Wappen bestätigt.                       |

Historisches Wappen
| ehemaliges Wappen von Zossen (bis 1996) | Blasonierung: „In Silber ein zwischen zwei querliegenden natürlichen Baumstämmen aufwachsender grüner Laubbaum.“ |
| ehemaliges Wappen von Zossen (bis 1996) | Wappenbegründung: Ein Siegel des 15. Jahrhunderts mit der Umschrift: SIGILLVM CIVITATIS COSSEN enthält bereits die obige Darstellung. Später, im 19. Jahrhundert, erschien vorübergehend ein auf Rasen wachsender Baum mit von einem gefiederten Pfeil durchbohrten Stamm. |

### Dienstsiegel
Das Dienstsiegel zeigt das Wappen der Stadt Zossen mit der Umschrift: „STADT ZOSSEN • LANDKREIS TELTOW-FLÄMING“.

### Städtepartnerschaften
Partnerstädte der Stadt Zossen sind Wittlich in Rheinland-Pfalz und Delbrück in Nordrhein-Westfalen.

## Sehenswürdigkeiten und Kultur

### Bauwerke

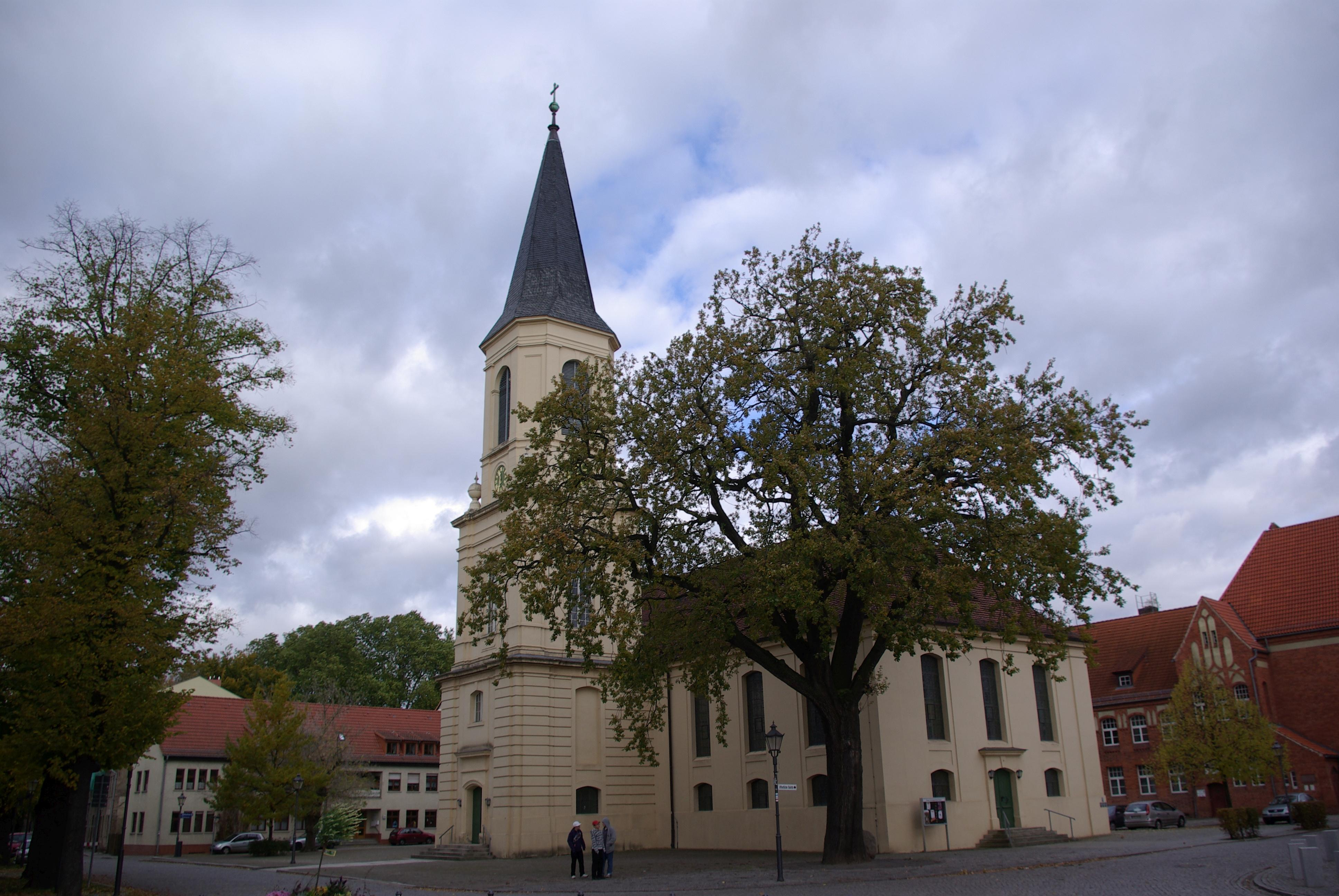
Dreifaltigkeitskirche Zossen

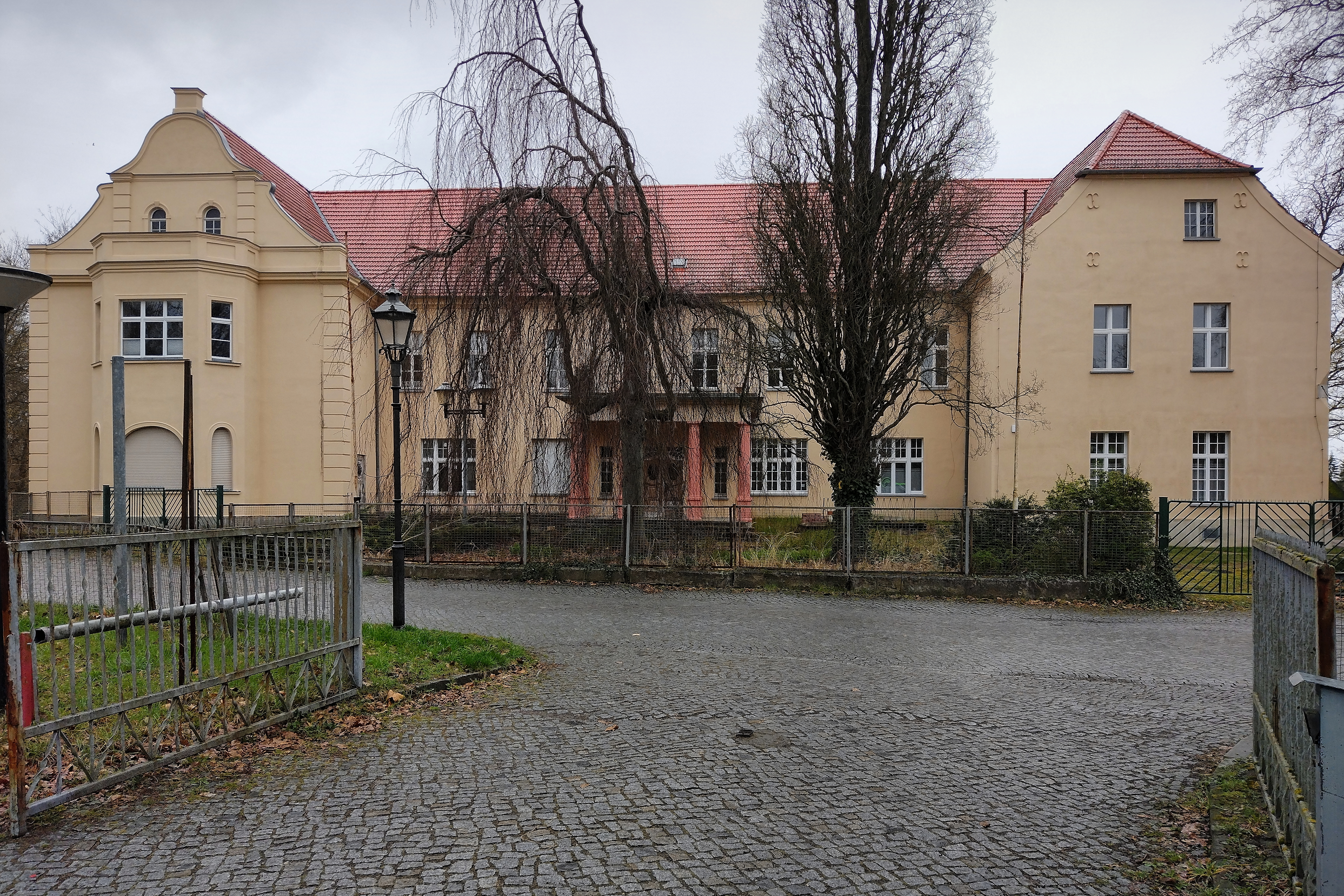
Schloss Zossen

In der Liste der Baudenkmale in Zossen und in der Liste der Bodendenkmale in Zossen sind die in der Denkmalliste des Landes Brandenburg eingetragenen Kulturdenkmale verzeichnet.
- Dreifaltigkeitskirche, als barocker Quersaalbau ausgeführt, der Grundstein vom 24. Mai 1734 auf dem Fundament eines Vorgängerbaus aus Fachwerk wurde 1938 renoviert. Kanzel und Altar der Kirche befinden sich in der Mitte des Raumes gegenüber dem Turm.
- Das Schloss Zossen entstand im 13. Jahrhundert als Wasserburg. Im Jahr 1641 wurde die Burg durch die Schweden zerstört. Neben den historischen Kellergewölben sind noch die Bastion, ein Backsteinbau aus dem 16. Jahrhundert sowie ein Tor erhalten geblieben.
- Dorfkirche Glienick, ihr genaues Baudatum ist nicht bekannt. Experten gehen davon aus, dass es sich um einen spätmittelalterlichen Bau handelt, dessen Ostwand 1730 erneuert wurde. Im Innern befinden sich ein mit Schnitzwangen verzierter Kanzelaltar aus dem 18. Jahrhundert mit einem Gesprengten Giebel. Eine achteckige, hölzerne Fünte konnte auf das Jahr 1570 datiert werden und wurde 1976 restauriert.
- Dorfkirche Wünsdorf, Saalkirche im Rundbogenstil aus den Jahren 1841 bis 1843. Die Kirchenausstattung stammt einheitlich aus der Bauzeit.
- Feldsteinkirchen sowie barocke Saalkirchen in den Ortsteilen, beispielsweise die Dorfkirche Schünow
- Zehrensdorf Indian Cemetery in Zehrensdorf
- Fernmeldeturm aus Stahlbeton östlich von Glienick bei 52°15'16"N 13°23'52"E, 81 Meter hoch, 1960 erbaut. Das Gelände um den Turm, der durch die Bundesnetzagentur betrieben und bewirtschaftet wird, soll zu einem Freizeit-, Sport- und Erholungspark umgestaltet werden.
- Wasserturm am Bahnhof, Baudenkmal

### Museen
- Bücherstadt Wünsdorf innerhalb des ehemals von den sowjetischen Streitkräften genutzten Areals, eine der wenigen Bücherstädte Deutschlands. Dort sind auch das Garnisonsmuseum Wünsdorf[35] mit einer Dauerausstellung über die Zeit von 1910 bis 1945 in einem restaurierten Pferdestall aus der Kaiserzeit sowie ein Motorradmuseum an der Bundesstraße 96. Der Historische Rundweg durch die Verbotene Stadt führt auf einer Länge von rund 11,3 km vom nördlichen in den südlichen Teil der Waldstadt bis nach Wünsdorf.
- Museum des Teltow in Wünsdorf, Dauerausstellung in der ehemaligen Wünsdorfer Dorfschule zur Geschichte und Naturkunde des Teltow (seit 1994). Neben einem historischen Abriss der Herrschaft Zossen informiert die Ausstellung über Landwirtschaft, Handwerk und industrielle Produktion in der Region und stellt wesentliche Persönlichkeiten dar. In einem Museumsgarten wird ein naturkundlicher Bereich mit einer Gehölzkunde gezeigt.[36]
- Museum & Begegnungsstätte Alter Krug in einem um 1750 errichteten Fachwerkhaus, in dem ursprünglich ein königlicher Revierförster wohnte. Von etwa 1830 bis ca. 1890 war in dem Gebäude der namensgebende Krug. Es beinhaltet die einzige in der Region komplett erhalten gebliebene Rauchküche.[37] Das Standesamt in Zossen betreibt dort eine Außenstelle und ermöglicht dort eine Eheschließung vor historischer Kulisse. Das Museum wird seit 1992 von einem Heimatverein betrieben.
- Schulmuseum in Zossen:[38] Am Marktplatz 7 eröffnete die Stadt am 12. März 2016 in einem denkmalgeschützten Fachwerkhaus ein „Erlebnishaus für Jung und Alt“[39] bestehend aus einem Galerie-Café mit wechselnden Ausstellungen, dem Schulmuseum mit einem historischen Klassenzimmer und einem Zimmer aus der Zeit der DDR sowie einem Saal, der für kulturelle Veranstaltungen genutzt werden kann.
- Heimatmuseum[40]
- Radio- und TV-Museum in Dabendorf,[41] privat geführt, unter anderem mit einem Rembrandt FE 852, dem ersten für den Verkauf entwickelten Fernsehgerät der DDR

### Regelmäßige Veranstaltungen
- Tanz in den Mai in Wünsdorf
- Hexenfest in Kallinchen
- Fest der Vereine in Zossen
- Kinderfest auf dem Marktplatz in Zossen am Sonntag vor oder nach dem Internationalen Tag des Kindes am 1. Juni
- Sommer-, Schützen und Rosenfest in Dabendorf
- Lindenblütenfest in Lindenbrück
- Dorffeste in Horstfelde, Nunsdorf, Schöneiche und Glienick
- Sommerfest in Kallinchen
- Strandfest in Wünsdorf
- Weinfest in Zossen mit der Auszeichnung ehrenamtlich tätiger Einwohner
- Baumfest in Kallinchen
- Adventsmarkt in Wünsdorf
- Weihnachtsmarkt in Zossen und Kallinchen
- Silvesterlauf Zossen-Ludwigsfelde[42]

## Wirtschaft und Infrastruktur

### Unternehmen
Das in der Windenergiebranche tätige Unternehmen Energiequelle GmbH hat seinen Sitz im Ortsteil Kallinchen. In den Ortsteilen gibt es insgesamt 16 Gewerbegebiete. Dort sind unter anderem eine Brotfabrik, eine Autolackiererei sowie ein Anbieter für Bürobedarf und Bürotechnik ansässig.
Der Gewerbesteuerhebesatz lag in Zossen bis 2019 beim gesetzlich vorgeschriebenen Minimum von 200 %. Zossen wurde deshalb auch als innerdeutsches Steuerparadies bezeichnet und es haben sich viele Briefkastenfirmen hier angesiedelt. 2020 wurde allerdings der Gewerbesteuerhebesatz auf 270 % erhöht.

### Öffentliche Einrichtungen
Die Stadt ist Sitz des für den nördlichen Teil des Landkreises Teltow-Fläming zuständigen Amtsgerichts Zossen.
Das Jobcenter Teltow-Fläming hat seinen Sitz in Zossen.
Im Ortsteil Wünsdorf liegt das Landesbehördenzentrum mit seinen drei Teilbereichen A, B und C. Dort sind mehrere Landesoberbehörden und Einrichtungen angesiedelt:
- Brandenburgisches Landesamt für Denkmalpflege und Archäologisches Landesmuseum
- Brandenburgischer Landesbetrieb für Liegenschaften und Bauen[48]
- Erstaufnahmeeinrichtung Wünsdorf[49]
- Landesamt für Arbeitsschutz, Verbraucherschutz und Gesundheit, Abt. Gesundheit
- Landesbetrieb Forst Brandenburg – untere Forstbehörde – Betriebsteil Wünsdorf
- Landesbetrieb für Straßenwesen, Region Süd, Dienststätte Wünsdorf
- Zentraldienst der Polizei des Landes Brandenburg[50]

### Verkehr

#### Bahnverkehr

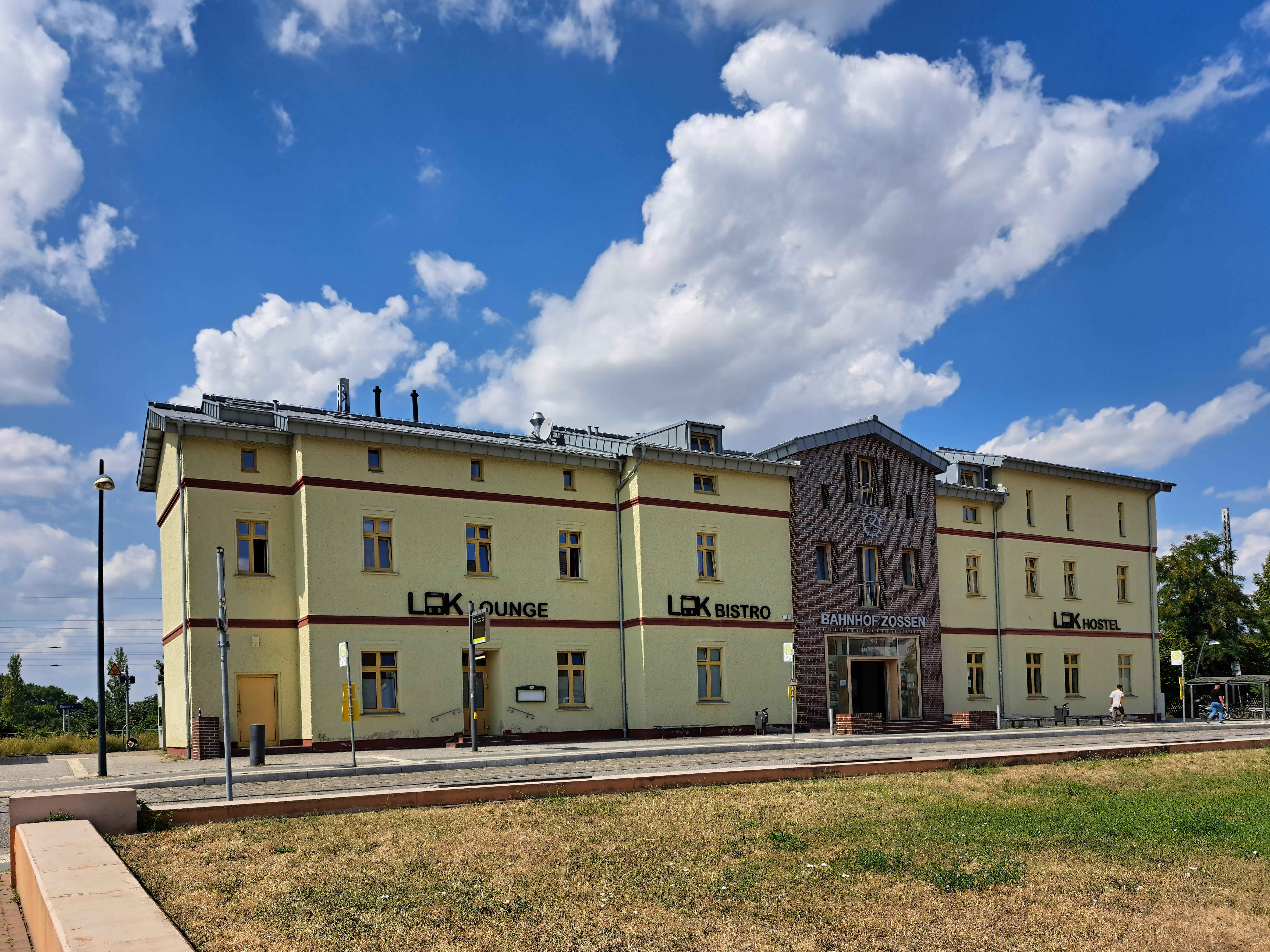
Bahnhof Zossen

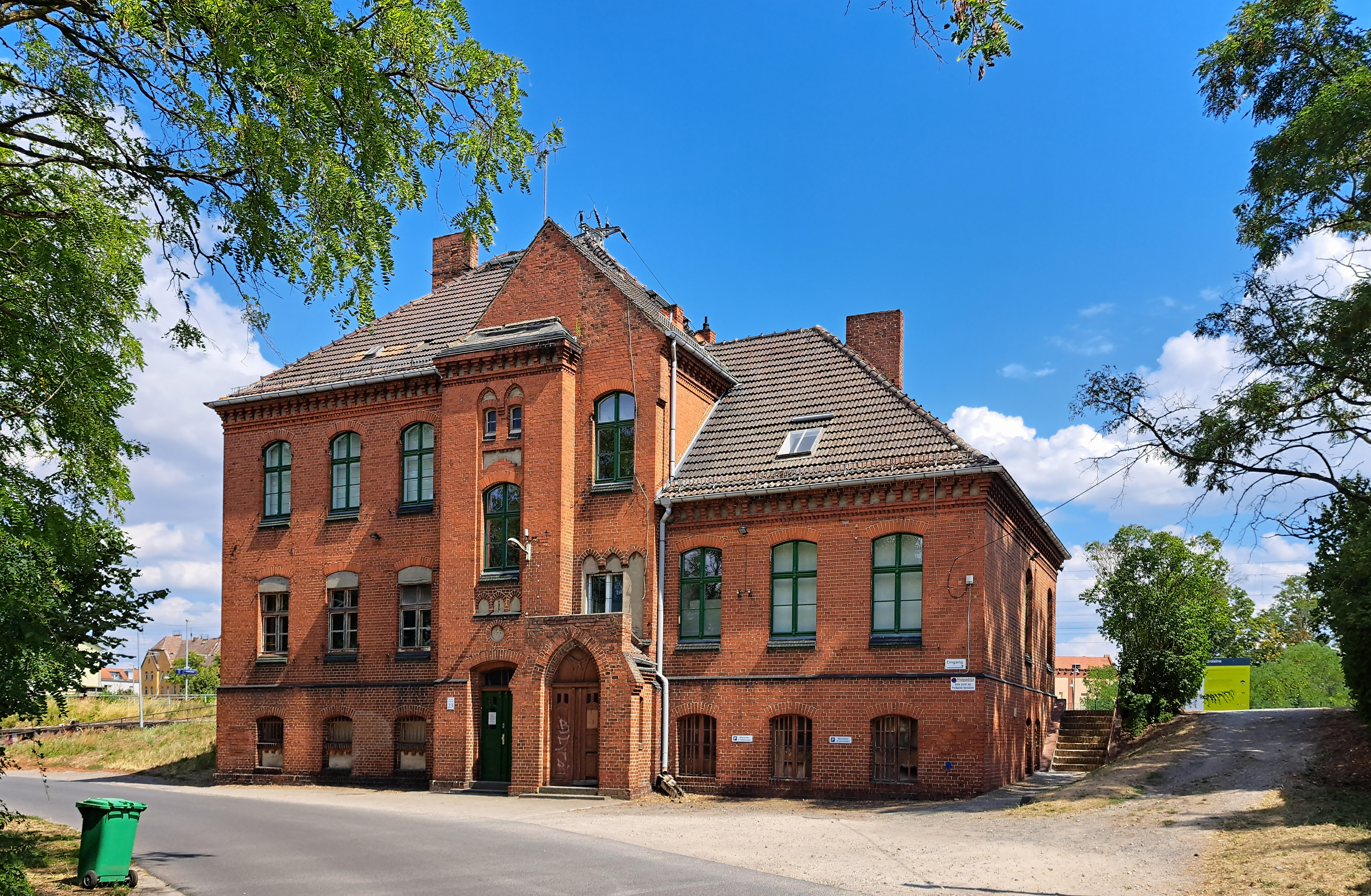
Bahnhof Zossen der ehemaligen Militäreisenbahn

Der Haltepunkt Dabendorf sowie die Bahnhöfe Zossen und Wünsdorf-Waldstadt liegen an der Bahnstrecke Berlin–Dresden. Sie werden von der Regional-Express-Linie RE 8 Wismar–Wittenberge–Berlin Hbf–Elsterwerda / Finsterwalde und der Regionalbahnlinie RB 24  Flughafen  BER–Blankenfelde–Wünsdorf-Waldstadt bedient. Am Haltepunkt Neuhof (bei Zossen) an der gleichen Strecke verkehrt nur der RE 8.
Die Bahnstrecke Zossen–Jüterbog, ehemals die 1874 erbaute Königlich Preußische Militär-Eisenbahn, wurde 1998 für den Personenverkehr geschlossen. Die 1900 von der Neukölln-Mittenwalder Eisenbahn errichtete Strecke Zossen–Mittenwalde mit dem Bahnhof Schöneicher Plan war bereits 1974 stillgelegt worden.

#### Busverkehr
Der öffentliche Personennahverkehr wird unter anderem durch den PlusBus des Verkehrsverbund Berlin-Brandenburg erbracht. Folgende Verbindung führt, betrieben von der Verkehrsgesellschaft Teltow-Fläming, ab Zossen:
- Linie 714: Zossen ↔ Dabendorf ↔ Glienick ↔ Groß Schulzendorf ↔ Ludwigsfelde

#### Straßenverkehr
Zossen liegt an den Bundesstraßen B 96 zwischen Berlin und Luckau sowie an der B 246 zwischen Trebbin und Storkow (Mark). Die Landesstraße L 79 zwischen Bergholz-Rehbrücke und Klausdorf durchquert ebenfalls das Stadtgebiet. Die nächstgelegenen Autobahnanschlussstellen sind Rangsdorf an der A 10 (südlicher Berliner Ring) und Bestensee an der A 13 Berlin–Dresden.

### Bildung

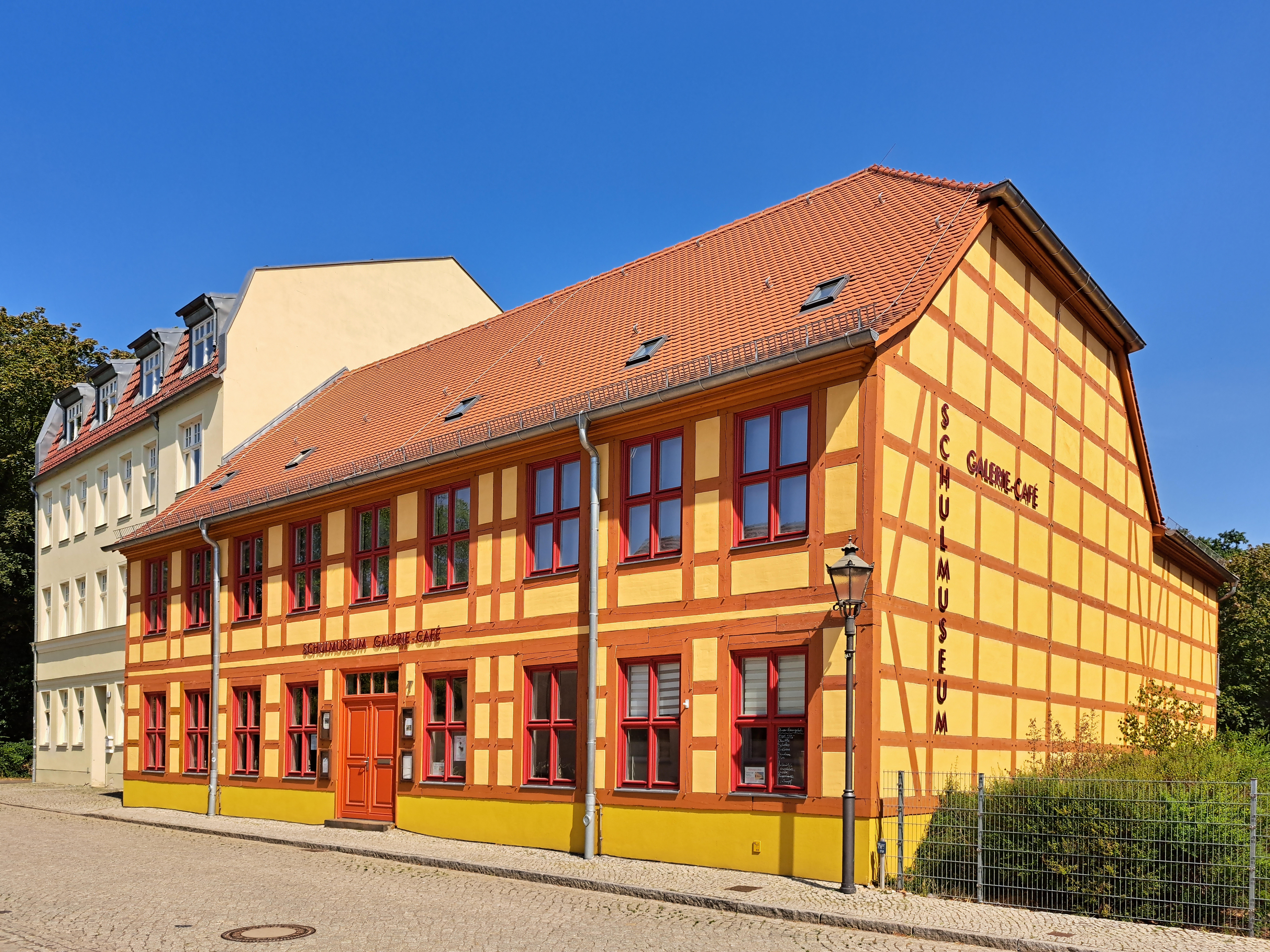
Zossen, Schulmuseum

- Kita Oertelufer mit einer 24-Stunden-Betreuung sowie neun weitere Kindertagesstätten und vier Horte
- Grundschulen in Zossen, Glienick, Wünsdorf und Dabendorf
- Gesamtschule in Dabendorf mit gymnasialer Oberstufe
- Oberschule in Wünsdorf
- Kreismusikschule Wünsdorf
- Jugendzentrum an den Kalkschachtöfen
- Stadtbibliothek in Zossen und Wünsdorf mit Sommerleseclub

### Vereine
In Zossen sind annähernd 100 Vereine aktiv, darunter Angelvereine, Schul- und Kitafördervereine, aber auch Sportvereine wie der 1. TTC Zossen 07, der MSV Zossen 07 oder der MTV 1910. In den Ortsteilen sind weiterhin mehrere Karnevalsvereine aktiv, beispielsweise in Schöneiche, Dabendorf und Kallinchen.

### Sport
Am Motzener See in der Nähe des Ortsteiles Kallinchen findet die größte und beliebteste Triathlonveranstaltung im Land Brandenburg, der Kallinchen Triathlon statt. Im Jahr 2014 wurde die von der Triathlon-SG Bund organisierte Veranstaltung zum 23. Mal ausgetragen.
Am Großen Wünsdorfer See liegt das Strandbad Zossen-Wünsdorf. Weitere Strandbäder sind in Kallinchen und Zesch am See, eine Badestelle in Neuhof und ein Wasserskipark in Horstfelde.
Unter dem Namen Erlebnisbahn Zossen-Jänickendorf verkehren seit 2003 Draisinen vom Bahnhof Zossen auf der Trasse der ehemaligen Militär-Eisenbahn. Diese Erlebnisbahn gehört mit einer Streckenlänge von 25 Kilometern neben dem Flaeming-Skate zu den touristischen Attraktionen der Region.
Der Nottekanal kann mit dem Kayak, einem Hydrobike, per Kahn, Paddelboot oder Motorboot befahren werden.
Durch Zossen führen der Europäische Fernwanderweg E 10, der Fontaneweg F 4 sowie der 66-Seen-Wanderweg. Daneben gibt es in den Ortsteilen weitere Wanderwege, zum Beispiel den 11 Kilometer langen Rundwanderweg Schünow-Horstfelde, den 19 Kilometer langen Mellenseer Rundweg, den Rundwanderweg Motzener See und den Glienicker Weinbergweg, der auf den 88 Meter hohen Weinberg führt. Der Gebietswanderweg Baruther Linie erschließt die Region von Baruth bis nach Blankenfelde.
Der älteste Sportverein ist die Sportgemeinschaft Schöneiche, die 2014 ihr 65-jähriges Bestehen feiern konnte.

## Söhne und Töchter der Stadt
- Wilhelm Friedrich Adolph Gerresheim (1742–1814), Naturforscher und Arzt
- Johann Friedrich Wilhelm Frey (1804–1879), preußischer Generalmajor
- Franz Kinderling (1820–1895), Vizeadmiral der deutschen kaiserlichen Marine
- Karl Friedrich August Lehmann (1843–1893), Stenograf und Erfinder der Stenotachygraphie
- Oskar Iden-Zeller (1879–1925), Ethnologe
- Frieda Kassen (1895–1970), geboren in Neuhof, Politikerin (SPD)
- Walter Budeus (1902–1944), Kommunist und Widerstandskämpfer
- Herbert Erich Buhl (1905–1948), Schriftsteller
- Willy Funda (1906–1988), geboren in Schöneiche, Radrennfahrer
- Arthur Pokrzywinski (1906–1951), geboren in Kallinchen, Opfer des DDR-Grenzregimes
- Paul Kluke (1908–1990), geboren in Dabendorf, Historiker
- Herbert Bresching (1911–1966), Radrennfahrer
- Rotraut Richter (1913–1947), geboren in Wünsdorf, Schauspielerin
- Alfred Winter-Rust (1923–2000), Maler, in Schöneiche geboren[51]
- Benno Funda (* 1934), Radsportler
- Wolfram Krömer (* 1935), geboren in Wünsdorf, Romanist
- Friedhelm Schönfeld (* 1938), geboren in Zehrensdorf, Jazzmusiker
- Eik Galley (* 1967), Sportreporter und Journalist
- Nik Page (* 1971), Musiker
- Roy Präger (* 1971), Fußballspieler
- Niklas Birr (* 1974), Rallyefahrer
- Daniel Freiherr von Lützow (* 1974), Politiker (AfD)
- Stefan Ciupek (* 1976), Kameramann und Colorist
- Stefan Lupp (* 1978), Fußballschiedsrichter
- Ina Paule Klink (* 1979), Schauspielerin und Sängerin
- Katharina Wüstenhagen (* 1983), Rallyebeifahrerin